# Александру Маврокордат І
Александру Маврокордат I (рум. Alexandru I Mavrocordat, 1742 — †8 квітня 1812, Константинополь) — господар Молдовського князівства з червня 1782 по січень 1785.

## Життєпис
Фанаріот. Син Константина Маврокордата, був призначений на трон замість зміщеного Константина Морузі. Мав прізвисько «Делі-бей», що утворено від «Deli-bei» і означає «божевільний принц». Сучасники його характеризували як «юнака не без здібностей, але з часткою екстравагантності, через яку турки його прозвали „Делі-бей“».
В період його правління іноземні консули все активніше втручалися у внутрішні справи держави. Він врегулював комерційну діяльність, ввівши заходи щодо захисту місцевого ринку. Таким чином, грамотою 1783 року господар змусив іноземних купців продавати свій товар оптом, за винятком продовольчих товарів. Крім встановлених раніше 3 % від доходу, іноземні купці зобов'язувалися сплачувати місцевому купецького цеху по лею з кожної сотні. Заборонялася продаж контрабандних товарів. За наполяганням австрійського консула в 1784 господар визначив деякі привілеї для австрійських купців.
Сучасники розповідали, як для перевірки виконанням виданих регламентів він приходив інкогніто на Ясський ринок, спійманого на порушеннях, за наказом господаря прибивали вухом до стовпа і залишали у такому положенні на очах всього натовпу іноді і на цілий день.
В результаті інтриг російського і австрійського консулів і через виданий дозвіл на ввезення горілки з Польщі, що було заборонено турецькими законами, Маврокордат потрапив у немилість турків. У січні 1785 він був зміщений, а на молдовський трон призначений його кузен — Александру Маврокордат II «Фіраріс». 
Помер у Константинополі 8 квітня 1812 року.